# Cerro Cinco Hermanos
El cerro Cinco Hermanos es una montaña de Tierra de Fuego, Argentina, ubicado al este de Ushuaia, en la parte occidental de la sierra Sorondo de la cordillera fueguina oriental que prosigue al este hacia la península Mitre. Tiene 1037 metros de altitud; no presenta glaciares, sí glaciaretes y nichos de nivación. Su nombre fue dado en referencia a sus cinco picos bien definidos.
El cerro Cinco Hermanos, es el compañero del monte Olivia en su reinado sobre las montañas de la zona. Se encuentra ubicado un poco al este del Olivia, y desde la ciudad se lo observa a su izquierda. Su nombre lo debe a la analogía que alguien hizo entre sus cinco cumbres y los hijos de Thomas Bridges, aunque estos fueron seis.